# Hadley Klein
 Hadley Klein (n. San Luis, Misuri, Estados Unidos, 25 de enero de 1983) es un guionista, productor, director y ocasionalmente actor de cine norteamericano, conocido por haber participado en muchas producciones cinematográficas como Terminator: The Sarah Connor Chronicles (2008), Good Morning Rabbit (2010) and Any Tom, Dick, or Harry (2015).

## Biografía
Nació en San Luis Misuri, Estados Unidos.

## Carrera como productor
Comenzó su carrera como productor de muchas películas, entre las cuales se destacan:
Any Tom, Dick o Harry y un episodio de Good Morning Rabbit.
También escribió el guion de un episodio de Good Morning Rabbit, cinco episodios de Fresh Beat Band of Spies y el corto de televisión Any Tom, Dick o Harry.
También trabajó en el departamento de casting de la serie de televisión Party Down. Produjo Any Tom, Dick, or Harry, Baby's Breath y veintidós episodios de Terminator: The Sarah Connor Chronicles.

### Vida personal
Se casó con la actriz estadounidense Taissa Farmiga en 2020.